# ファイサル・モスク
ファイサル・モスク（Shar Faisal Mosque）は、パキスタンの首都イスラマバードにあるモスク（イスラム教寺院）である。サウジアラビアの援助によって建設された世界有数の大規模なモスクである。国際イスラム大学（en:International Islamic University, Islamabad）の付属施設。

## 歴史
1966年にサウジアラビアの国王ファイサルがパキスタンを訪問した際に国立モスクの建設を提案し、資金協力を約束した。1969年、国際コンペが開催されトルコ人建築家ヴェダト・ダロカイの案が選ばれた。1975年、ファイサルが暗殺されるという事件があった。モスクの建設は息子の新国王ハーリド・ビン・アブドゥルアズィーズが引き継いだ。1976年に着工し1986年に完成した。

## 建築
ファイサル・モスクはアラブ遊牧民ベドウィンのテントを模した三角形の屋根を特徴としている。伝統的なモスクに見られる丸いドームを採用しなかったため、完成当初は批判的な意見が多かった。しかし、市街地北側の高台にあるため広範囲からその威容を見ることができ、今日ではイスラマバードのランドマークとして定着している。完成時は大学と一体的に整備されたが、2000年以降、大学は新キャンパスへ段階的に移転した。結果的にモスクの施設は大幅に拡大することになった。

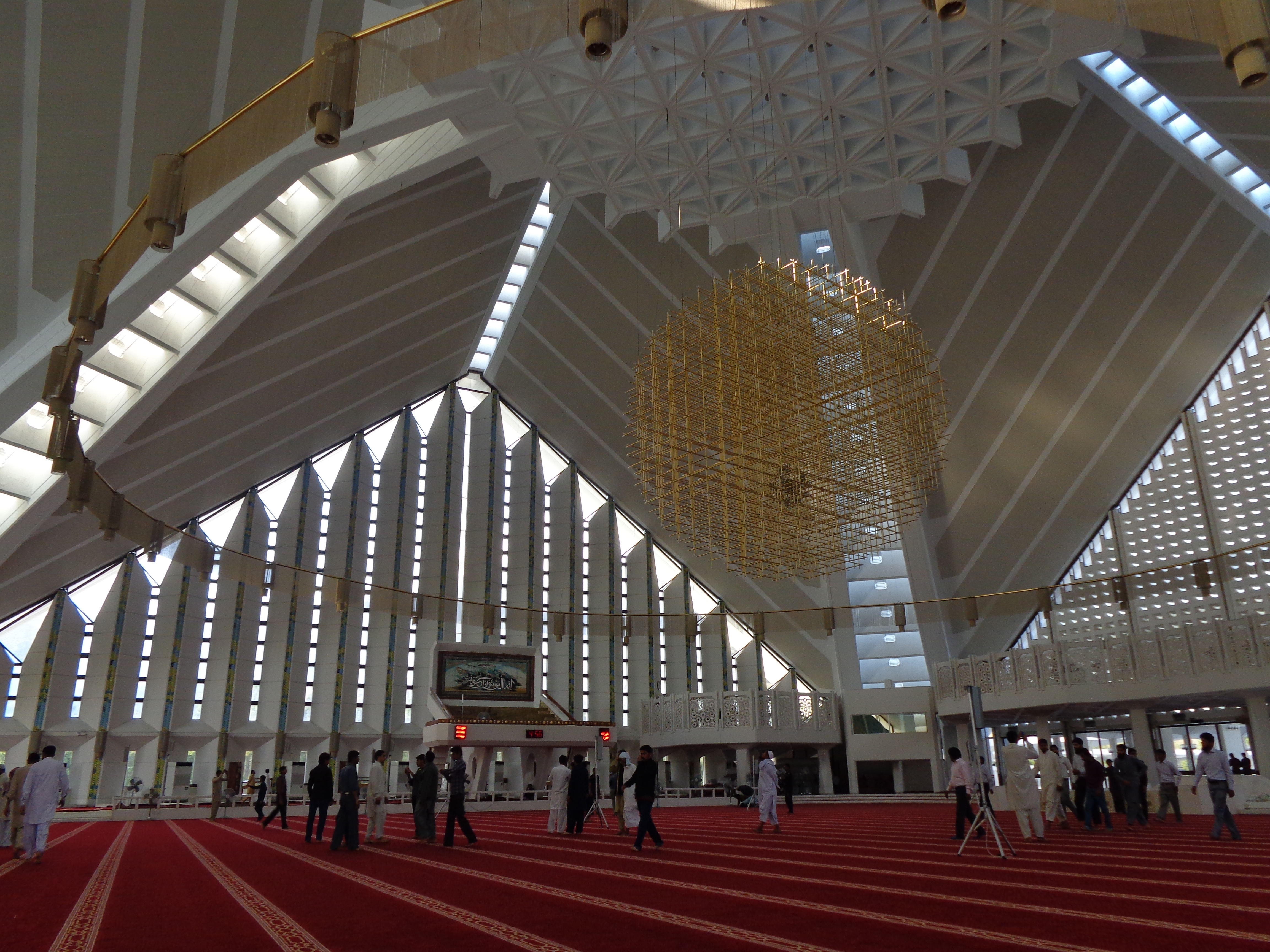
礼拝所
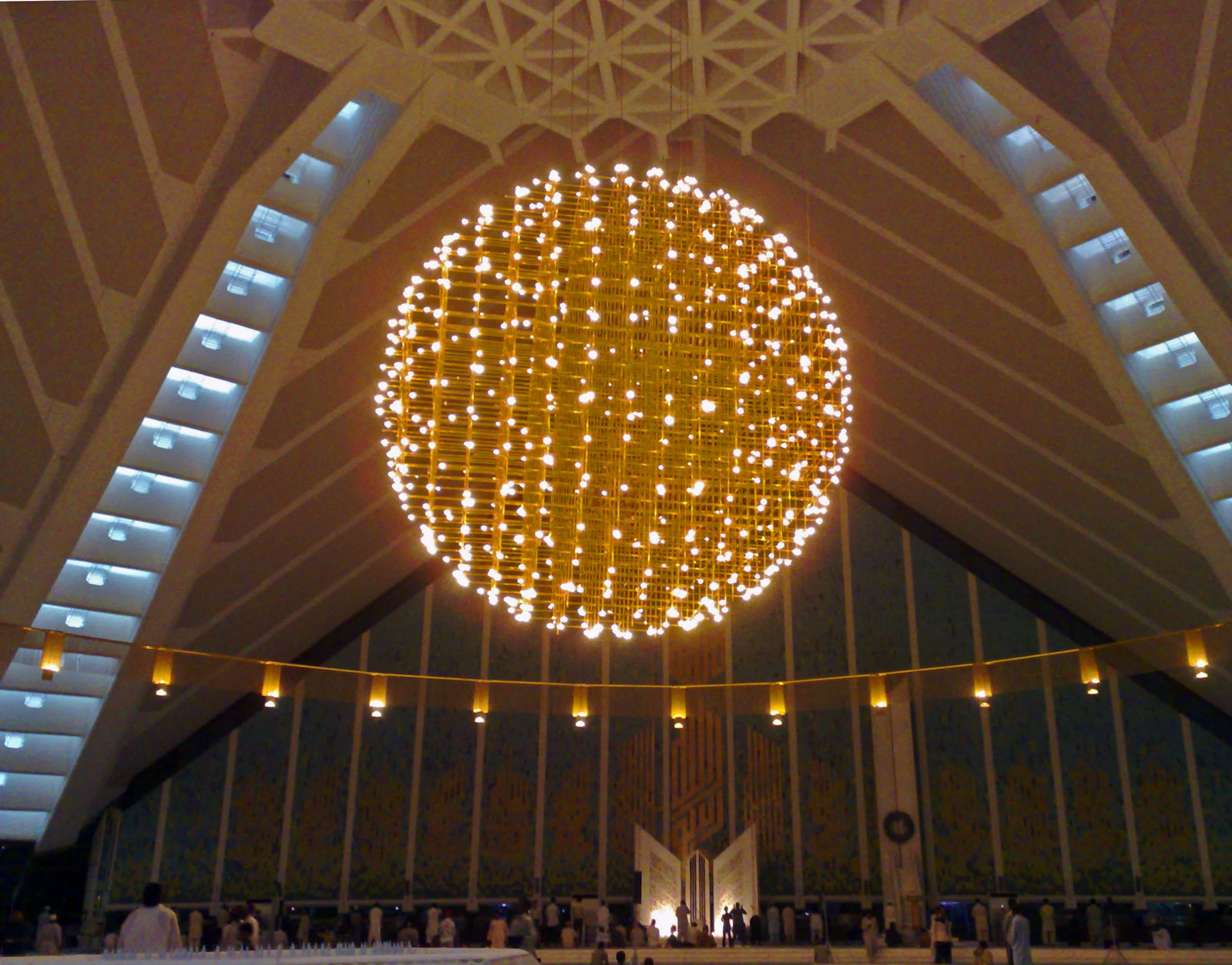
シャンデリア
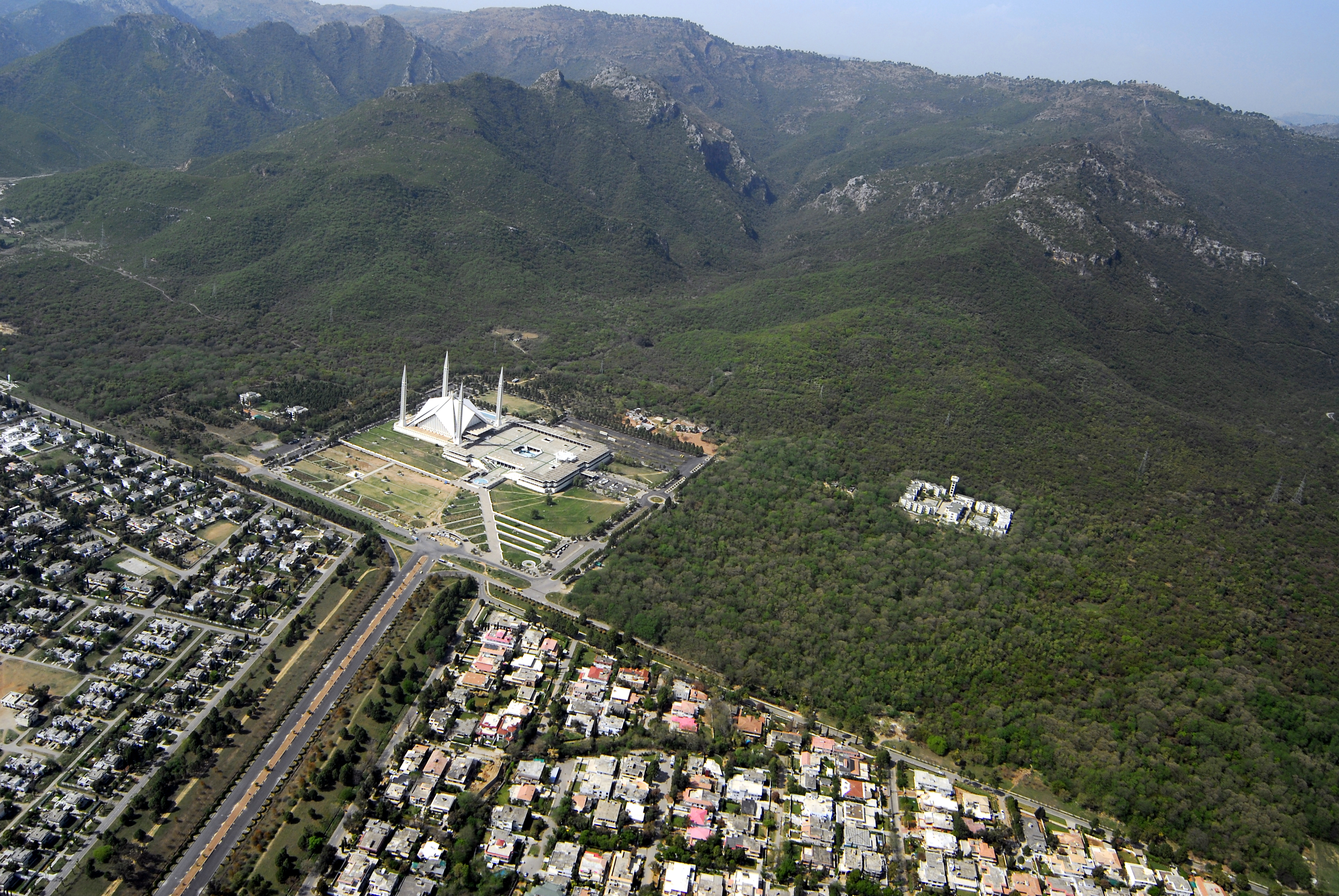
上空から